# Mike Brown (basket-ball, 1963)
Pour les articles homonymes, voir Mike Brown et Brown.
Ne doit pas être confondu avec Mike Brown (basket-ball, 1970).
Mike Brown, né le 19 juillet 1963, à Newark, au New Jersey, est un ancien joueur et entraîneur américain de basket-ball. Il évolue aux postes d'ailier fort et de pivot.